# 武者小路公共

武者小路公共

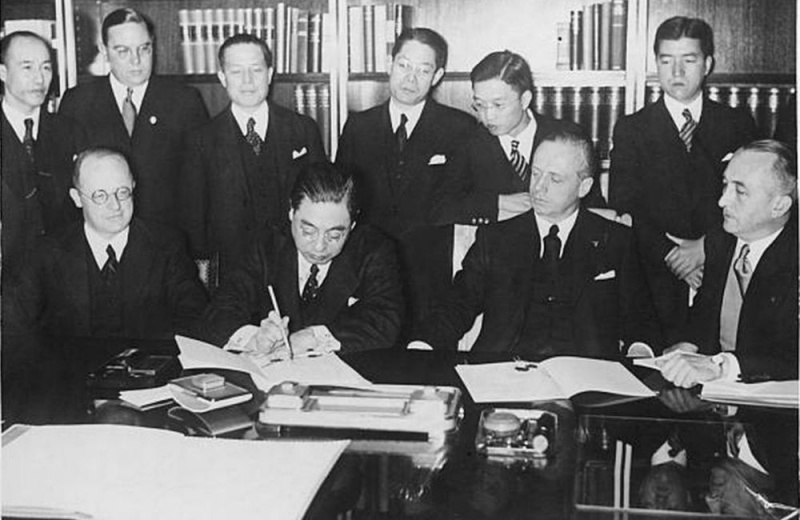
防共協定に調印するリッベントロップを見守る武者小路公共

武者小路 公共（むしゃのこうじ きんとも、1882年（明治15年）8月29日 - 1962年（昭和37年）4月21日）は、日本の華族、外交官、武者小路家第10代当主。爵位は子爵。位階は正二位。作家・武者小路実篤の兄。

## 生涯
子爵・武者小路実世の三男として東京府東京市麹町区（のち東京都千代田区）に生まれた。1887年（明治20年）に父・実世が肺結核で死去したため、武者小路家の家督と子爵位を継承した。
学習院高等科を経て、東京帝国大学法学部を卒業後1907年（明治40年）に外務省入省。上海総領事館勤務をふりだしにルーマニア兼ユーゴスラビア、デンマーク兼スウェーデンの各公使に就任。さらに
1933年（昭和8年）に駐トルコ大使に就任。翌1934年（昭和9年）には駐独大使に兼任。第10回-第12回の臨時国際連盟総会に代表随員として列席したほか、防共協定締結の交渉に当たり、日本側全権として同協定に調印した。
1938年（昭和13年）に外務省を退官。宮内省宗秩寮総裁に転じ、同職を1945年（昭和20年）まで務めた。
第二次世界大戦後、GHQにより公職追放を受けた。1951年（昭和26年）の追放解除後は、日独協会会長を務めた。
没後、正二位に叙せられる。三権の長以外では最後の例である。墓所は青山霊園。

## 栄典
位階
- 1940年（昭和15年）7月1日 - 従二位[5]

勲章等
- 1911年（明治44年）8月24日 - 勲六等単光旭日章[6]
- 1938年（昭和13年）11月2日 - 勲一等旭日大綬章
- 1940年（昭和15年）8月15日 - 紀元二千六百年祝典記念章[7]

## 家族・縁戚
- 小説家の武者小路実篤は弟。
- 仏文学者で東京大学名誉教授の武者小路実光は先妻萬子[かずこ]（毛利元徳六女）との間に生まれた長男。
- 旭硝子専務の武者小路公久は後妻不二子（伊東義五郎の次女で日仏混血）との間に生まれた次男。
- 政治学者の武者小路公秀は後妻不二子との間に生まれた三男。
- 歴史学者で和光大学名誉教授の武者小路穣は義理の甥。
- 公爵西園寺八郎は義兄。
- 参議院議員西園寺公一は義理の甥。

## 著書
40年にわたるヨーロッパ勤務の経験をもとにした以下の著作がある。
- 『欧洲の近情』霞山会館、1935年12月。NDLJP:1092416。
- 『ベルリン・ローマ・東京枢軸 振り返り見る友邦ドイツの姿』日本外交協会、1938年3月。
- 『滞欧八千一夜』暁書房、1949年11月。
- 『道草十万里』日本評論社、1951年2月。
- 武者小路公共、山浦貫一、来間恭、村島帰之、小汀利得、阿部眞之助、片柳忠男、堀内敬三、神崎清、大宅壮一、鈴木進、宮尾しげを、岩崎栄、戸板康二、伊東恭雄、鈴木良徳、弓館小鰐、秀の山勝一、林髞、斎藤三郎『日本の歩み五十年』早川書房、1951年11月。
- 『外交裏小路』大日本雄弁会講談社、1952年1月。
- 『冷戦立見席』大日本雄弁会講談社、1953年5月。